# Town of 1770
Town of 1770 is een dorpje in Queensland, Australië. Het is gebouwd op de plaats waar James Cook en het personeel van HM Bark Endeavour voor de tweede keer aan land gingen in Australië in mei 1770. 
Oorspronkelijk heette het Round Hill — genoemd naar de kreek die erdoorheen stroomt — de naam is veranderd in 1970 om Cooks bezoek te herdenken. De bevolking van Town of 1770 herdenkt deze historische gebeurtenis elk jaar als onderdeel van het 1770 Festival dat gehouden wordt in mei.
Het dorpje is een populaire toeristenbestemming aan de Queensland Discovery Coast, in het Joseph Banks Environmental Park.  Het is omringd met de koraal zee en de Bustard Bay aan drie zijden. Het dorpje beschikt over vakantieaccommodaties, restaurants, een kleine supermarkt en een kleine haven.
Agnes Water bevindt zich 8 kilometer naar het zuiden en wordt vaak in één noemer genoemd met Town of 1770. Town of 1770 is bereikbaar via een weg vanaf Bundaberg, dat 120 kilometer meer zuidelijk ligt. Het dorpje heeft maar een kleine permanente populatie; er verblijven wel veel vakantiegangers en toeristen om gebruik te maken van de vismogelijkheden en andere wateractiviteiten.
De vele verschillende dier- en plantensoorten worden zo veel mogelijk beschermd, wat in combinatie met de surfmogelijkheden het tot een belangrijke toeristische attractie maakt. Daarnaast is het mogelijk om dagvaarten en vluchten naar het Groot Barrièrerif, het dicht bijzijnde Lady Musgrave Island en Lady Elliot Island, Fitzroy Reef, Pancake Creek en het historische Bustard Head lighthouse te ondernemen.
Het gebied bestaat daarnaast uit vier nationale parken: Deepwater, Eurimbula, Mount Colosseum, en Round Hill. In al deze gebieden is het mogelijk om in de natuur te kamperen en te wandelen.